# Polemarkhosz
A polemarkhosz ("háborús vezető") Athén és több más görög város, így például Sziküón katonai parancsnoka volt, amíg i. e. 501-től szerepét fokozatosan át nem vette a tíz sztratégosz. A polemarkhosz utoljára a marathóni hadszíntéren vezette a hadat, utána a metoikoszok, izotelészek és proxénoszok jogi képviseletével foglalkozott, az ő ügyeikben ítélkezett. i. e. 487-től ugyanis választás helyett sorsolták, mint minden arkhón tisztséget, és a hozzá nem értők hivatalviselése miatt ez erősen csökkentette jelentőségét.

## Története
i. e. 684-től választották évente az arkhónokat, ekkor már hármat, köztük a polemarkhoszt is. A polemarkhoszi tisztet Peiszisztratosz is viselte, s ez nagyban segítette őt, hogy kiépíthesse későbbi türanniszát.

## Más városokban
A cím más poliszokban is létezett, például Korinthoszban és Sziküónban, és mindkét helyen a türannoszi pozíció felé vezető lépcsőfokot jelentették Küpszelosz ill. Orthagorasz számára.
Spártában a polemarkhosz a mora nevű katonai egység parancsnoka volt.